# Ostrowo (gmina Kruszwica)
Ostrowo (także: Ostrowo nad Gopłem) – wieś w Polsce, położona w województwie kujawsko-pomorskim, w powiecie inowrocławskim, w gminie Kruszwica, nad jeziorem Gopło.

## Podział administracyjny
W latach 1975–1998 miejscowość należała administracyjnie do województwa bydgoskiego.

## Demografia
Według Narodowego Spisu Powszechnego (III 2011 r.) wieś liczyła 167 mieszkańców. Jest 28. co do wielkości miejscowością gminy Kruszwica.

## Zabytki
Według rejestru zabytków NID na listę zabytków wpisany jest kościół parafialny pw. św. Mateusza z XIV w. i 1720, nr rej.: A/797 z 8.03.1933.